# Sender Rotenberg
Der Sender Rotenberg ist eine Sendeeinrichtung des Südwestrundfunks auf dem 320 m hohen Vorderen Rotenberg, unmittelbar nördlich der Autobahn A 6 bei Kaiserslautern, ca. 100 Meter nördlich vom Standort des ersten Rundfunksenders in Kaiserslautern, der 1945 seinen Betrieb einstellte. Der Sender besteht aus einem 1951 errichteten, 120 Meter hohen Sendemast, der gegen Erde isoliert ist, da er bis 1975 als selbststrahlender Sendemast für einen Mittelwellensender genutzt wurde.
Seit 2004 wird er in einem Feldversuch wieder als Mittelwellensender für Sendungen des Digital Radio Mondiale eingesetzt. Vom 27. Mai 2006 bis zum 4. Dezember 2007 wurden auch vier Programme des SWRs via DVB-T vom Rotenberg ausgestrahlt, die dann ab 4. Dezember 2007 vom Fernmeldeturm Kaiserslautern in Dansenberg übernommen wurden.
Über UKW wird seit dem 19. Mai 2005 das werbefreie SWR-Jugendprogramm DASDING gesendet.

## Frequenzen und Programme

### Analoger Hörfunk (UKW)
| Frequenz (MHz) | Programm       | RDS PS   | RDS PI | Regionalisierung | ERP (kW) | Antennendiagramm rund (ND)/gerichtet (D) | Polarisation horizontal (H)/vertikal (V) |
| -------------- | -------------- | -------- | ------ | ---------------- | -------- | ---------------------------------------- | ---------------------------------------- |
| 87,6           | Rockland Radio | Rockland | D3AA   | Kaiserslautern   | 0,5      | D                                        | V                                        |
| 92,5           | DASDING        | DASDING_ | D3A5   | –                | 0,25     | D (80–280°)                              | H                                        |

### Digitaler Hörfunk (DAB+)
Das Digitalradio (DAB+) wird in vertikaler Polarisation und im Gleichwellenbetrieb mit anderen Sendern ausgestrahlt.
| Block                             | Programme | ERP (kW)  | Gleichwellennetz (SFN) |
| --------------------------------- | --- | --------- | --- |
| 11A Rheinland- Pfalz 1 (D__00217) | DAB+-Multiplex der Digital Radio Südwest: - SWR1 RP (96 kbps) - SWR Kultur (96 kbps) - SWR3 (Rheinland-Pfalz) (96 kbps) - SWR4 KL (88 kbps) - SWR4 KO (88 kbps) - SWR4 LU (88 kbps) - SWR4 MZ (88 kbps) - SWR4 TR (88 kbps) - DASDING (96 kbps) - SWR Aktuell (72 kbps) - bigFM (72 kbps) - RPR1. (überregional) (72 kbps) - Rockland Radio (überregional) (72 kbps) - EPG (24 kbps) - TPEG (16 kbps) | 2 gepl. 8 | - Region Kaiserslautern: Bornberg, Kaiserslautern (Rotenberg), Kettrichhof, Zweibrücken - Region Koblenz: Ahrweiler (Schöneberg), Alf-Bullay, Altenahr (Oberes Ahrtal), Bad Marienberg, Betzdorf (Weißenstein), Diez, Koblenz (Dieblich-Waldesch), Linz am Rhein - Region Ludwigshafen: Weinbiet - Region Mainz: Bad Kreuznach (Bad Münster am Stein), Donnersberg, Mainz-Kastel, Oberdiebach (Lorch) - Region Trier: Bitburg, Bleialf, Daleiden, Haardtkopf, Idar-Oberstein, Kirn, Palzem, Schartenberg (Eifel), Niedersgegen, Saarburg, Traben-Trarbach, Trier (Markusberg) |

### Analoges Fernsehen (PAL)
Vor der Umstellung auf DVB-T diente der Sendestandort weiterhin für analoges Fernsehen:
| Kanal | Frequenz (MHz) | Programm        | ERP (kW) | Sendediagramm rund (ND)/ gerichtet (D) | Polarisation horizontal (H)/ vertikal (V) |
| ----- | -------------- | --------------- | -------- | -------------------------------------- | ----------------------------------------- |
| 7     | 189,25         | Das Erste (SWR) | 0,32     | D                                      | H                                         |